# Ситников, Кирилл Прокофьевич
Кирилл Прокофьевич Ситников (25 февраля 1899 ― 19 января 1988) ― советский педагог, государственный деятель. Руководитель Казанского государственного университета в 1937―1951 гг.

## Биография
Родился в 1899 году в станице Михайловской в Курганинском районе Краснодарского края, в казачьей семьей. Был участником Гражданской войны, служил в регулярных частях Красной Армии. В 1920 году стал председателем ВЧК по борьбе с контрреволюцией и спекуляцией в Хопёрском районе на Дону. Создавал первые колхозы.
В 1922―1927 гг. учился в Московской сельскохозяйственной академии. После её окончания остался в аспирантуре и окончил в 1930 г. В 1931 году был назначен заведующим кафедрой физики Московского института агрохимии и почвоведения, в 1933 году стал заведующим кафедрой физики сельскохозяйственной академии.
С августа 1937 по март 1938 года был временно исполняющим должность директора Казанского государственного университета, с апреля 1938 по октябрь 1951 года — ректор КГУ. Назначение не-жителя Казани на этот пост было довольно необычным, поскольку за всю историю университета подобных прецедентов практически не было. По словам профессора Н. Н. Непримерова, на первом же учёном совете со своим участием Ситников заявил, что никакой наукой университет заниматься не должен и его следует сделать рабфаком для подготовки рабочих и крестьян для работы в высших учебных заведениях, отдал типографию и мастерские университета, не поддерживал какие-либо научные исследования, уволил шесть профессоров.
С 1951 по 1963 года был заведующим кафедрой общей физики Казанского университета.
Умер в 19 января 1988 году в Казани.